# Лурье, Светлана Владимировна
Светла́на Влади́мировна Лурье́ (в девичестве — Смирнова; 8 января 1961, Ленинград, СССР — 25 августа 2021, участок автодороги «Нева» вблизи Гажьих сопок на границе Новгородской и Ленинградской областей, Россия) — российский этнопсихолог, политолог и востоковед, публицист, специалист в области межэтнических отношений, этнопсихологии, психологической антропологии, культурной антропологии и империологии. Доктор культурологии (1998), кандидат исторических наук (1996), ведущий научный сотрудник Социологического института РАН.

## Биография
Родилась в семье преподавателей и, в разное время, деканов факультетов филиала Московского полиграфического института Владимира Ивановича (ум. в 1992) и Ларисы Кирилловны Смирновых (ум. в 2018). Рассказывала, что «со стороны матери по ее отцу предки были дворянами. Дворянство получил мой прапрапра… дед за строительство Петербурга».
В 1975—1981 годах — внештатный корреспондент газеты «Смена».
В 1978 году окончила среднюю школу № 494 Ленинграда. Рассказывала, что «крестилась уже студенткой в 20 лет, в самое „застойное время“».
В 1983 году окончила факультет журналистики ЛГУ имени А. А. Жданова по кафедре дореволюционной журналистики по специальности «журналистика» защитив дипломную работу о роли А. А. Григорьева в истории журналистики. Хотела перевестись на филологический, но её уговорили остаться, вспоминала: «Журналистика дала мне богатый жизненный опыт (много чего я навидалась) и научила не бояться чистого листа. А ушла я потому, что превратилась в „диссидентку“, и даже мечтала издавать нелегальную газету». «Пока училась, объездила половину Советского Союза. И Россию (центральную полосу, север, Сибирь, Алтайский край), и Украину, и Молдавию, и Прибалтику».
Вернётся к журналистике в 2000-е годы.
В 1984—1985 годах — старший хранитель фондов Центрального государственного исторического архива СССР, где занималась ведением дел Священного Синода и Министерства юстиции Российской империи. Вспоминала, что «работа давала много свободного времени»; затем ушла в декрет.
В 1987 году заняла первое место на Всесоюзном конкурсе исследовательских проектов молодых социологов и выступила с большим докладом на Всемирном социологическом конгрессе в Мадриде; была принята в Международную социологическую ассоциацию.
В 1989 году Б. М. Фирсовым была приглашена на должность младшего научного сотрудника в Ленинградский филиал Института социологии АН СССР, затем стала старшим и ведущим научным сотрудником сектора социологии семьи, гендерных и сексуальных отношений Санкт-Петербургского филиала Института социологии РАН / Социологического института РАН.
С 1989 года же регулярно посещала Ереван, «который очень полюбила». Считала даже себя затем «русской ереванкой, где бы я ни жила».
В 1996 году в Институте востоковедения РАН под научным руководством доктора философских наук профессора Б. С. Ерасова защитила диссертацию на соискание учёной степени кандидата исторических наук по теме «Российская и Британская империя на Среднем Востоке в конце XIX — начале XX века: идеология и практика» (специальность 07.00.03 — всеобщая история); официальные оппоненты — доктор исторических наук В. Г. Хорос и кандидат исторических наук О. И. Жигалина; ведущая организация — Институт этнологии и антропологии имени Н. Н. Миклухо-Маклая РАН. Вспоминала: «…Я была тогда непуганая. Чего стоила одна моя кандидатская защита! Потом бы я никогда не рискнула выйти с диссертацией на специализированный исторический совет, не будучи историком. Но ведь защитилась. Я просто не думала, что это будет трудно. Ведь текст диссертации был скорее этнопсихологический».
В 1998 году в Московском педагогическом государственном университете защитила диссертацию на соискание учёной степени доктора культурологии по теме «Теоретические основания этнопсихологических исследований истории культуры»; научный консультант — доктор философских наук, профессор А. Я. Флиер. Также на её работу повлиял Эдуард Саркисович Маркарян.
Вспоминала, что для докторской — «искала место, где могу защищаться по своей основной и любимой теме — этнопсихологии, и научного консультанта, которому будет интересно со мной работать. Пригласила на защиту тех, кто хорошо понимал мою тему и, в результате, защита превратилась в интересный научный семинар, где все выступали без домашних заготовок, а я чувствовала себя именинницей». В 37 лет стала вторым в стране доктором культурологии.
Преподавала на Факультете этнологии Европейского университета в Санкт-Петербурге.
В 2004—2007 годах преподаватель кафедры этнографии и антропологии исторического факультета Санкт-Петербургского государственного университета.
В 2015—2017 годах приглашённый профессор кафедры культурологии Гуманитарного института Сибирского федерального университета.
В марте 2019 года была приглашена в Открытый университет Казахстана (Алматы), где был записан видеокурс по исторической этнологии (более 10 часов), а также был переведен на казахский язык её учебник «Историческая этнология»
Член диссертационного совета Социологического института РАН.
Владела достаточно и английским, армянским, немецким, французским языками.
Упокоилась 25 августа 2021 года от сердечной недостаточности в состоянии искусственной комы на участке автодороги «Нева» вблизи Гажьих сопок на границе Новгородской и Ленинградской областей при транспортировке в Боткинскую больницу Санкт-Петербурга. В Старой Руссе проживала с марта 2019 года; приобрела там квартиру-студию, продав квартиру в Ереване. Мечтала с мужем, Олегом Ф. Гаспаряном, со временем стать оседлыми рушанами. Очень полюбила этот старинный русский город, где продуктивно работала. Начала тут писать, как она говорила, главную свою книгу, посвященную «культурологии в православной парадигме». Были написаны и опубликованы по меньшей мере 10 статей по этой теме в последние 3-4 года её жизни, многие — уже после кончины в альманахе «Тетради по консерватизму». Подготовила план-проект курса по этой теме, с надеждой его читать по возможности широко. Заболев вместе с мужем коронавирусной инфекцией, оба были доставлены в Старорусскую центральную районную больницу 12 августа. Последние дни была подключена к аппарату искусственной вентиляции лёгких.
Похоронена на Северном кладбище Петербурга рядом с родителями.

## Семья
- Первый муж — В. М. Лурье (в крещении Василий, епископ Петроградский и Гдовский Григорий РПАЦ)
  - Дочь — Екатерина Лурье (род. 21 января 1985 года), в 2008 году окончила исторический факультет СПбГУ по специальности «археология», была научным сотрудником Государственного Эрмитажа. Второе образование — юридическое, Российский государственный педагогический университет им. А. И. Герцена
- Второй муж — Олег Ф. Гаспарян (род. в Ереване, 27 июля 1952 года), пенсионер, инженер-радиотехник, активный общественный деятель в Армении до середины 1990-х годов. Продолжает работать с архивом Светланы Лурье (Смирновой). Готовит к изданию её последнюю неоконченную книгу о православной культурологии.

## Научная деятельность
Исследовала этнические константы армян, русских, турок и финнов.
Историк и культуролог К. Х. Унежев в 1998 году в своей докторской диссертации писал: «Анализируя традиционную культуру, как область этнической культурологии следует фиксировать понятие „этнос“, как ключевой категории для нашего вектора исследования. Понятие это (как и многие другие) достаточно многообразно, по-разному звучит у тех или иных авторов. Оно не обрело тех достаточно строгих и жёстких очертаний, которые присущи многим понятиям естественно-научного знания. Представляется, что одним из наиболее удачных операционально применимых и сущностно достаточно правомерным выступает то, которое дала С. В. Лурье в своей „Исторической этнологии“. Оно звучит так: „Этнос — это социальная общность, которой присущи специфические культурные модели, обуславливающие характер активности человека в мире, и которая функционирует в соответствии с особыми закономерностями, направленными на поддержание уникального для каждого общества соотношения культурных моделей внутри общества в течение длительного времени, включая периоды крупных социокультурных изменений“».
Этнолог Р. И. Якупов в 2001 году в своей докторской диссертации отметил следующее: «Так или иначе, в числе немногих крупных работ прошедшего десятилетия по теории этноса и этнических процессов можно назвать изданную в 1999 году монографию В. И. Козлова „Этнос, нация, национализм“. Другой пример теоретического анализа представлен в книге С. В. Лурье „Историческая этнология“. Автор скромно назвала свою работу учебным пособием, но, в отличие от большинства современных учебников, в работе Лурье обобщены результаты собственного осмысления этничности».
Археолог и культуролог П. Ю. Черносвитов в 2003 году в своей докторской диссертации указал: «Исторически такой [системный] подход к культуре вырос в среде этнологов (культурных антропологов). С. В. Лурье в своей книге „Историческая этнология“, давая последовательный сквозной анализ взглядов крупнейших этнологов западного мира, показывает, как при всем разбросе во взглядах на то, что есть культура, они постепенно подходят к пониманию культуры как целостного системного объекта, „выращивая“ тем самым культурологию как самостоятельную дисциплину, и кто из них впрямую формулирует наконец это понимание».
Борис Зусманович Докторов отмечал, что Лурье «удалось синтезировать подходы, традиционные для социально-антропологических исследований, с рядом социологических теорий. Другими словами, она расширила наши представления о предметно-объектных свойствах российской социологии, примирила — в своей исследовательской области — две научные парадигмы».
Егор Холмогоров характеризовал её как «одного из крупнейших русских ученых-гуманитариев нашей эпохи, человека как мало кто сделавшего для понимания что такое этнопсихология и, в частности, психология русского народа».

## Научные труды
Свою первую книгу «Метаморфозы традиционного сознания» называла и своей самой любимой из написанных. Высоко оценил её Витторио Страда.

### Монографии
- Лурье С. В. Метаморфозы традиционного сознания. Опыт разработки теоретических основ этнопсихологии и их применения к анализу исторического и этнографического материала. — СПб.: тип-фия им. Котлякова, 1994. — 288 с. ISBN 5-85569-006-7
- Лурье С. В. Русские и армяне в Закавказье: динамика контактной ситуации (этнопсихологический подход). — СПб.: Санкт-Петербургский филиал Института социологии РАН, 1994. — 22 с. — (Сер.1.: Научные доклады и сообщения. № 1)
- Лурье С. В. Образы армянской политической мифологии. — М.: Институт Африки РАН. 2000.
- Лурье С. В., Давтян А. Ереванская цивилизация. Культурный код и политический миф современной Армении: 1921—2004 гг. — М.: Европа, 2007.
- Лурье С. В. Империя как судьба. (Имперская идеология и практика: этнопсихологический подход). — Saarbrucken, Germany: Palmarium Academic Publishing, 2012.
- Лурье С. В. Imperium (Империя — ценностный и этнопсихологический подход). — М.: АИРО-XXI, 2012. — 272 с. — (АИРО — Монография"). {1-я глава; Обзор книги}

### Учебные пособия
- Лурье С. В. Историческая этнология. Учебное пособие — М.: Аспект Пресс, 1997. — 448 с. — (Программа «Высшее образование») ISBN 5-8291-0352-4 [2-е изд. 1998] [3-е и 4-е изд.: М.: Академический проект, 2004, 2005].
- Лурье С. В. Психологическая антропология: история, современное состояние, перспективы. Учебное пособие для вузов — М.: Академический проект, 2004, 2005. — 622 с.

### Прикладная культурология. Энциклопедия
- Лурье С. В. Аккультурация // Прикладная культурология. Энциклопедия. / Сост. и научн. ред. И. М. Быховская. — М.: Издательство «Согласие», 2019. — С. 217—221. ISBN 978-5-907038-18-9
- Лурье С. В. Константы культурные // Прикладная культурология. Энциклопедия. / Сост. и научн. ред. И. М. Быховская. — М.: Издательство «Согласие», 2019. — С. 277—281. ISBN 978-5-907038-18-9
- Лурье С. В. Сценарий культурный // Прикладная культурология. Энциклопедия. / Сост. и научн. ред. И. М. Быховская. — М.: Издательство «Согласие», 2019. — С. 345—348. ISBN 978-5-907038-18-9

### Статьи
на русском языке
- Лурье С. В. Славянофильство, западничество и русская историческая традиция в философии истории Ап. Григорьева. // Стиль и традиция в развитии культуры. — Л.: Издание института культуры имени Н. К. Крупской, 1989.
- Лурье С. В. Родовое этическое сознание и русская поземельная община. // Человек и среда его обитания. — Л.: 1989.
- Лурье С. В. Интериоризация социальных установок при различных типах политического порядка. // Перестройка: Новые общественные явления. — Л.: 1989.
- Лурье С. В. Восприятие экологических проблем сквозь призму этического сознания. // Разработка научных основ изучения и формирования экологического сознания населения страны. Часть I. — М.: Институт социологии АН СССР, 1990.
- Лурье С. В. Этическое сознание человека. Опыт типологизации. // Ступени. Философский журнал. — 1991. — № 3.
- Лурье С. В. Установки человека по отношению к природе в контексте этнического сознания западных финнов. // Разработка научных основ изучения и формирования экологического сознания населения страны. Часть II. — М.: Институт социологии АН СССР, 1991.
- Лурье С. В. Феномен Еревана: формирование традиционного сознания в современном столичном городе. // Восток / Oriens. — 1991. — № 5.
- Лурье С. В. От магии пения к магии порядка. (Об этническом сознании финнов-тавастов). // Человек. — 1991. — № 5.
- Лурье С. В. Народная идеология колонизации в контексте содержания этнического сознания русских. В сб.тезисов: Восток в прошлом и настоящем. — Иркутск: Издательство Иркутского государственного университета, 1992.
- Лурье С. В. Имперские установки в сознании русских и этнополитическая реальность (на примере колонизации Закавказья) // Россия и Восток: проблемы взаимодействия. — М.: ИВ РАН, 1992.
- Лурье С. В. Культурно-исторические факторы распада крестьянской общины. // Человек. — 1992. — № 4.
- Лурье С. В. Российская государственность и русская община. // Знание — сила. — 1992. — № 10.
- Лурье С. В. Как погибала русская община. // Крестьянство и индустриальная цивилизация. — М., «Наука». Издательская фирма «Восточная литература», 1993.
- Лурье С. В. Прошлое в настоящем // Знание — сила. — 1993. — № 7.
- Лурье С. В. Русское колониальное сознание и этнополитическая реальность Закавказья. // Восток /Oriens. — 1993. — № 3.
- Лурье С. В. Российская империя как этнокультурный феномен и её геополитические доминанты. В сб. : Россия и Восток: проблемы взаимодействия / Под ред. С. А. Панарина. — М.: «Туран», 1993.
- Лурье С. В. Армянская община в Санкт-Петербурге (1989—1993). Этническая самоидентификация в условиях кризиса материнского этноса //
- Лурье С. В. Россия, я верю в твою силу…. Образ России и русских в современном массовом сознании армян. // // В сб. Цивилизации и культуры. / Под ред. Б. С. Ерасова. Вып. IV.
- Лурье С. В. Российская империя как этнокультурный феномен // Общественные науки и современность. — 1994. — № 1. — С. 56-64.
- Лурье С. В. Антропологи ищут национальный характер… // Знание — сила. — 1994. — № 3.
- Лурье С. В. Как трава сквозь асфальт. // Знание — сила. — 1994. — № 4.
- Лурье С. В., Казарян Л. Г. Принципы организации геополитического пространства (введение в проблему на примере Восточного вопроса) // Общественные науки и современность. — 1994. — № 4. — С. 85-96.
- Лурье С. В. Россия: государственность и община. // Цивилизации и культуры / Под ред. Б. С. Ерасова. — Вып. II. — М., 1995.
- Лурье С. В. Русские в Средней Азии и англичане в Индии: доминанты имперского сознания и способы их реализации. // Цивилизации и культуры / Под ред. Б. С. Ерасова. — Вып. II. — М., 1995.
- Лурье С. В. К вопросу об изучении имперских доминант. // На перепутьях истории и культуры / Под ред. В. Б. Голофаста. — СПб.: СПбФ Института социологии РАН, 1995.
- Лурье С. В. Русская крестьянская колонизация и проблемы регионализма: взгляд в историю // Куда идёт Россия?.. Социальная трансформация постсоветского пространства / Под общ. ред. Т. И. Заславской. — Вып. III. — М.: Аспект Пресс, 1996. — С. 250—258.
- Лурье С. В. Геополитические формы организации пространства экспансии и их влияние на характер народной колонизации. // Цивилизации и культуры. / Под ред. Б. С. Ерасова. — Вып. III. — М., 1996.
- Лурье С. В. Идеология и геополитическое действие (вектор русской культурной экспансии: Балканы — Константинополь — Палестина — Эфиопия). // Цивилизации и культуры / Под ред. Б. С. Ерасова. — Вып. III. — М., 1996.
- Лурье С. В. Ещё раз к вопросу о крестьянской общине (Дискуссия по поводу 1 и 2 выпусков альманахов «Цивилизации и культуры»). // Восток / Oriens. — 1996. — № 4.
- Лурье С. В. Российская и Британская империи: культурологический подход // Общественные науки и современность. — 1996. — № 4. — С. 69-77.
- Лурье С. В. Национализм и пути решения межэтнических конфликтов // Политические исследования. — 1996. — № 6. — С. 43.
- Лурье С. В. Этнокультурные особенности восприятия народом осваиваемой территории // Вестник Российского гуманитарного научного фонда. — 1996. — № 1. — С. 46-52.
- Лурье С. В. Русская крестьянская колонизация и проблемы регионализма: взгляд в историю // Постсоветское пространство: этнополитические проблемы («круглый стол») // Социологические исследования. — 1997. — № 2.
- Лурье С. В. Культурная антропология в России и на Западе: концептуальные различия // Общественные науки и современность. — 1997. — № 2. — С. 146—159.
- Лурье С. В. От древнего Рима до России: преемственность имперской традиции // Общественные науки и современность. — 1997. — № 4. — С. 123—133.
- Лурье С. В. Особенности русской колонизации в Средней Азии // Центральная Азия и Кавказ. — 1997. — № 2. — С. 20.
- Лурье С. В. Социокультурная динамика России: к вопросу о теоретических предпосылках исследования. Размышления над книгой А. С. Ахиезера «Россия: критика исторического опыта.» // Вестник Московского государственного университета. — 1998. — № 5.
- Лурье С. В. Восприятие народом осваиваемой территории // Общественные науки и современность. — 1998. — № 5. — С. 61-74.
- Лурье С. В. Национализм, этничность, культура // Общественные науки и современность. — 1999. — № 4. — С. 101—111.
- Лурье С. В. Евразия: проблемы соседства культур и межкультурного взаимодействия // Вестник Евразии. — 1999. — № 1-2 (6-7).
- Лурье С. В. Утоптанная тропа сквозь темный лес // Изменяющееся общество. — 1999. — № 1-2.
- Лурье С. В. Община, империя, православие в русской этнической картине мира XV—XVII веков // Отечественные записки. — 2001. — № 1. — С. 105—115.
- Лурье С. В. Исследования национального характера и картины мира // Отечественные записки. — 2002. — № 1. — С. 12.
- Лурье С. В. «Штурм небес» как зеркало русской смуты // Отечественные записки. — 2002. — № 2. — С. 282—284.
- Лурье С. В. В поисках русского национального характера // Отечественные записки. — 2002. — № 3. — С. 59-71.
- Лурье С. В. О кошке, гуляющей самой по себе, и когнитивной функции государства. // Отечественные записки. — 2002. — № 7 (8).
- Лурье С. В. Социокультурные изменения межэтнических отношений // Экономика Северо-Запада: проблемы и перспективы развития. — 2007. — № 1 (31). — С. 26-29.
- Лурье С. В. Обобщённый культурный сценарий и функционирование социокультурных систем // Журнал социологии и социальной антропологии. — 2010. — Т. 13. — № 2. — С. 152—167.
- Лурье С. В. «Дружба народов» в СССР: национальный проект или пример спонтанной межэтнической самоорганизации? // Общественные науки и современность. — 2011. — № 4. — С. 145—156.
- Лурье С. В. Внешняя политика малых стран: геополитическая мифология Армении и Нагорно-Карабахской республики. Часть I. // Геополитика. Издание кафедры социологии международных отношений Социологического факультеты МГУ, 2011, Вып. VIII. — С. 56 — 66.
- Лурье С. В. Внешняя политика малых стран: геополитическая мифология Армении и Нагорно-Карабахской республики. Часть II. // Геополитика. Издание кафедры социологии международных отношений Социологического факультеты МГУ, 2011, Вып. X. — С. 96 — 104.
- Лурье С. В. Новые подходы к методологии изучения феномена империи. Исторические исследования в России-III. Пятнадцать лет спустя. / под ред. Г. А. Бордюгова. — М.: АИРО-XXI, 2011. — С. 127—139.
- Каширин В. П., Смирнова С. В. Психологические и социально-экономические причины трудовой миграции граждан из стран Средней Азии в современную России // Вестник Российского нового университета. — 2012. — № 1. — С. 54.
- Лурье С. В., Казаряном Л. Г. Мировая политика и её прогностические индикаторы // Политические исследования. — 2012. — № 2.
- Лурье С. В. Евразийский союз глазами зарубежных обозревателей // Развитие и экономика. — 2012. — № 2.
- Лурье С. В. В поисках новых форм самоидентификации русского городского населения: методология Grounded theory в практическом исследовании // Общественные науки и современность. — 2012. — № 1. — С. 88-105.
- Лурье С. В. Формирование культурной картины мира посредством обобщенного культурного сценария // Этноцентрум. — 2013. — № 7.
- Лурье С. В. Сирия, Китай, Корея… далее — везде. Интересы России и Америки не противоречат друг другу, но Россия полезна миру только как самостоятельный полюс силы // Экономика и развитие. — 2013. — № 9.
- Лурье С. В. (в соавторстве с М. Сидоренко). Закон и Завет сквозь призму обобщенного культурного сценария // Альфа и Омега. — 2013. — № 3.
- Лурье С. В. Как возрождается Держава. Искусство провокации как признак внешнеполитической субъектности // Развитие и экономика. — 2014. — № 9. — С. 106—119.
- Лурье С. В. В поисках новых форм самоидентификации русского городского населения: методология Grounded theory в практическом исследовании. Статья 2 // Общественные науки и современность. — 2014. — № 1. — С. 151—162.
- Лурье С. В. В поисках новых форм самоидентификации русского городского населения: методология Grounded theory в практическом исследовании. Статья 3. Пассивное дружелюбие // Общественные науки и современность. — 2014. — № 2. — С. 45-56.
- Лурье С. В. Традициология Э. С. Маркаряна: отличие от зарубежных теорий традиции // Культура и образование. — 2015. — № 4 (19). — С. 5-12.
- Лурье С. В. Утоптанная тропа сквозь тёмный лес (Бессознательные блоки в этнической картине мира) // Общественные науки и современность. — 2016. — № 2. — С. 136—143.
- Лурье С. В. Российский национальный проект: культурные «Скрепы» и «Сценарии» (из теории и практики) // Вестник Московского государственного университета культуры и искусств. — 2016. — № 1 (69). — С. 44-50.
- Лурье С. В. Современный опыт полигамных семей в среде российских мусульман: нарративный анализ // Петербургская социология сегодня. — 2016. — № 7. — С. 243—277.
- Лурье С. В. Опыт полигамных семей у современных российских мусульман: нарративный анализ // Социодинамика. — 2016. — № 1. — С. 92-136.
- Лурье С. В. Кризису вопреки: возрождение сценария «Дружбы народов» // Глобальный мир: системные сдвиги, вызовы и контуры будущего. XVII Международные Лихачёвские научные чтения. Российская академия наук, Конгресс петербургской интеллигенции, Санкт-Петербургский гуманитарный университет профсоюзов, Министерство иностранных дел РФ. — СПб.: СПбГУП, 2017. — С. 361—363. ISBN 978-5-7621-0925-3
- Лурье С. В. Образ России и русских в современном армянском сознании // Историческая психология и социология истории. — 2017. — Т. 10. — № 2. — С. 206—227.
- Лурье С. В. Культура и её сценарий: имплицитный обобщенный сценарий как внутрикультурный интегратор // Общественные науки и современность. — 2017. — № 2. — С. 153—164.
- Лурье С. В. Межнациональные браки как часть советского государственного сценария: социокультурный подход // Общественные науки и современность. — 2018. — № 3. — С. 108—121.
- Лурье С. В. Плач по оскудевающей Родине… // Телескоп: журнал социологических и маркетинговых исследований. — 2018. — № 1. — С. 47-49.
- Лурье С. В. Межэтнические браки в современном российском национальном сценарии // Петербургская социология сегодня. — 2018. — Вып. 10. — С. 122—148.
- Лурье С. В. Национальный сценарий в современной России и частная жизнь россиян (динамика и особенности межэтнической брачности в постсоветский период) // Общественные науки и современность. — 2019. — № 6. — С. 127—140.
- Лурье С. В. Отношение к межэтническим бракам как симптом формирования российской идентичности // Семья в современном мире: XI социологические чтения памяти В. Б. Голофаста : материалы Всероссийской научной конференции (Санкт-Петербург, 28-31 марта 2019 г.) / Социологический институт РАН — филиал ФНИСЦ РАН. — СПб.: «Реноме», 2019. — С. 178—182. ISBN 978-5-00125-205-4
- Лурье С. В. Отношение к межэтническим бракам как симптом формирования российской идентичности // Петербургская социология сегодня. — 2019. — Вып. 11. — С. 68-80.
- Лурье С. В. От советского народа к российскому: проблема ассимиляции в СССР и Российской Федерации через призму межэтнической брачности // Идеи и идеалы. — 2019. — Т. 11, № 4, ч. 1. — С. 141—159.
- Лурье С. В. Особенности динамики межэтнических браков в Российской Федерации // Межэтнические отношения и процессы в современном мире: материалы всероссийской с международным участием научной конференции, посвященной 95-летию доктора философских наук, профессора В. И. Затеева / науч. ред. М. В. Бадмаева. — Улан-Удэ: Издательство Бурятского госуниверситета, 2019. С. 89-95.
- Лурье С. В. Межэтнические браки и специфика ассимиляционных процессов в современной России // Междисциплинарный подход в исследовании современных этнических проблем / Материалы Всероссийской научной конференции с международным участием XI Санкт-Петербургские социологические чтения 18-20 апреля 2019 года / Отв. редактор: О. В. Васина. — Новосибирск: Изд-во ООО «Типография Продвижение». 2019. — С. 36-38. ISBN 978-5-905240-71-3
- Лурье С. В. Межэтнические браки в современной России в восприятии молодежи: разнообразие тенденций и стратегий // Социальные процессы в современном российском обществе: проблемы и перспективы [Электронный ресурс] : материалы III Всерос. науч. конф. с междунар. участием. Иркутск, 19 апр. 2019 г. / ФГБОУ ВО «ИГУ»; [отв. ред. О. Б. Истомина]. — Иркутск : Изд-во ИГУ, 2019. С. 289—296. — 1 электрон. опт. диск (CD-ROM). — Загл. с этикетки диска.
- Лурье С. В. Культура в мире, который во зле лежит, или к вопросу о новой грядущей цивилизации // Мировое развитие: проблемы предсказуемости и управляемости : XIX Международные Лихачевские научные чтения, 22-24 мая 2019 г. — СПб.: СПбГУП, 2019. — С. 372—374.
- Лурье С. В. «Многокровки»: Особенности формирования идентичности «тягубя» — потомков межэтнических браков российских корейцев // Петербургская социология сегодня. — 2020. — № 13-14. — С. 61-85.
- Лурье С. В. Церковь интровертов Почему среди нас нет более Иоаннов Кронштадтских // Тетради по консерватизму. — 2020. — № 1. — С. 729—739.
- Лурье С. В. Русская крестьянская колонизация Туркестана во второй половине XIX — начале XX веков в контексте геополитической организации края // Центральная Азия на перекрестке европейских и азиатских политических интересов: XVIII—XIX вв. : Сборник научных трудов. Санкт-Петербург, 24-28 августа 2020 г. / [Под науч. ред. Д. В. Васильева]. — М. : Издательство «ОнтоПринт», 2020. — С. 72-82.
- Лурье С. В. Постмодернизм как мировоззрение молодежи? // Общественные науки и современность. — 2020. — № 4. — C. 31-40.
- Лурье С. В. Особенности формирования этнической идентичности на примере потомков от межэтнических браков российских корейцев // Межнациональная семья в полиэтничном обществе: региональный и глобальный контекст. Сборник материалов Всероссийской научной конференции (13 ноября 2020 г, Уфа) / Отв. ред Ф. Б. Бурханова. — Уфа : Первая типография, 2020. — С. 10-19.
- Лурье С. В. Межэтнические браки как культурный феномен: социогуманитарные и естественнонаучные аспекты культуры // Сибирский антропологический журнал. — 2020. — Т. 4. — № 1 (03). — С. 117—128.
- Лурье С. В. Межэтнические браки в контексте мировоззрения современной русской молодежи: ценности семейного и национального, приватного и общественного // Идеи и идеалы. — 2020. — Т. 12, № 1, ч. 2. — С. 275—294.
- Лурье С. В. К формированию православной культурологии: первые опыты // Сибирский антропологический журнал. — 2020. — № 2 (06). — С. 122—139.
- Лурье С. В. Как возникает когнитивный диссонанс и параллельная мотивация: о восприятии межэтнических браков в современном российском обществе // Северные архивы и экспедиции. — 2020. — Т. 4. — № 1. — С. 80-94.
- Лурье С. В. Существует ли бессознательное? // Труды кафедры богословия Санкт-Петербургской Духовной Академии. — 2020. — № 2 (6). — С. 73-85.
- Лурье С. В. О теории культуры с точки зрения православной антропологии // Труды кафедры богословия Санкт-Петербургской Духовной Академии. — 2020. — № 3 (7). — С. 110—133.

на других языках
- Lourié S. V. Zum Problem der Entwicklung des ethischen Bewusstsein. // Dynamische Psychiatrie, 1989, 1/2 Heft, 114/115.
- Lourié S. V. The Phenomena of Yerevan. // State, Religion and Society in Central Asia./ Ed. by V. V. Naumkin. — Thaca Press, 1993.
- Lourié S. V. Generalized cultural scenario and functioning of socio-cultural system // Journal of Siberian Federal University. Humanities and Social Sciences. — 2015. — Т. 8. — № 11. — С. 2749—2769.
- Lourié S. V. Culture as a Field of Human Action (An Essay Concerning the Construction of Psychoculturalogical Theory) // Journal of Siberian Federal University. Humanities and Social Sciences. — 2016. — Т. 9. — № 4. — С. 837—853.
- Lourié S. V. E.S. Markarian’s Traditiology: Distinction from Foreign Tradition Theories // Journal of Siberian Federal University. Humanities and Social Sciences. — 2016. — Т. 9. — № 8. — С. 1719—1726.
- Lourié S. V. Experience of Contemporary Russian Muslim Polygamous Families: Narrative Analysis. // Journal of Siberian Federal University. Humanities & Social Sciences. — 2017. — Т. 10. — № 4. — С. 503—525.
- Lourié S. V. The Revival of Psychological Anthropology: a New Understanding of Interrelation Between Cultural and Psychological By Virtue of Cognitive Anthropology and Cultural Psychology. // Journal of Siberian Federal University. Humanities & Social Sciences. — 2017. — Т. 10. — № 7. — С. 970—982.
- Lourié S. V. The national project in Contemporary Russia and the dynamics of interethnic marriage as its indicator. (To the Issue of the Perspectives of the «All-Russian People» Commonality Formation). // Journal of Siberian Federal University. Humanities and Social Sciences. — 2018. — Т. 11. — № 11. — С. 1872—1895.
- Lourié S. V. How does a world view change? (As illustrated by the formation of Yerevan as a socio-psychological community). // Journal of Siberian Federal University. Humanities and Social Sciences. — 2018. — Т. 11. — № 12. — С. 1991—2020. doi:10.17516/1997-1370-0332.
- Lourié S. V. Dynamics of Nationalities Policy in USSR and their Manifestations in the Daily Living of Citizens: on the Phenomenon of the Diffusion of Interethnic Marriages // Journal of Siberian Federal University. Humanities and Social Sciences. — 2018. — Т. 11. — № 5. — С. 753—774.
- Lourié S. V. From a Peasant «World» to a Collective Farm: How the Preconditions of the Catastrophe in a Peasant Environment Ripened // Journal of Siberian Federal University. Humanities and Social Sciences. — 2018. — Т. 11. — № 7. — С. 1093—1104.

## Публицистика
- Лурье С. В. Драма СНГ. // Республика Армения. — 1992, 16.01.
- Лурье С. В., Казарян Л. Г. Беседы о геополитике. // Республика Армения. — 1992, 28.02, 03.03, 06.03, 11.03.
- Лурье С. В. Ереван: воплощение героического мифа. // Республика Армения. — 1992, 25.04.
- Лурье С. В., Казарян Л. Г. Пятиморье. Геополитический портрет. // Республика Армения. — 1992, 04.09.
- Лурье С. В., Казарян Л. Г. Беседы о внешней политике. // Республика Армения. — 1992, 20.10, 21.10, 23.10, 25.10.
- Лурье С. В. Станет ли Ереван солнечным? // Рейтинг. — 1992. — № 14.
- Лурье С. В. Ереван: воплощение героического мифа // Литературная Армения. — 1993. — 10-12.
- Лурье С. В. Российская политика: идеалы и интересы // Эпоха. — 2000. — № 10 (1).
- Лурье С. В. Империя как судьба. // Эпоха. — 2000. — № 10 (1).
- Лурье С. В. Translatio Imperii. // Эпоха. — 2000. — № 10 (1).
- Лурье С. В. Православие и геополитическое действие (вектор русской внешнеполитической экспансии Балканы — Константинополь — Палестина — Эфиопия). // Церковность. — 2000. — № 1
- Лурье С. В. Дитя Империи // Спецназ России. — 2000. — № 5-7
- Лурье С. В. Закавказское зазеркалье // Спецназ России. — 2000. — № 5.
- Лурье С. В. Закавказское зазеркалье-2 // Спецназ России. — 2000. — № 6.
- Лурье С. В. Русские не уходят! // Спецназ России. — 2000. — № 7.
- Лурье С. В. Не бредите федерацией! // Спецназ России. — 2000. — № 8.
- Лурье С. В. Монологи из «тюрьмы народов». // Спецназ России. — 2000. — № 10. [Под именем: Светлана Смирнова]
- Лурье С. В. Виртуальная партизанщина // Спецназ России. — 2000. — № 10.
- Лурье С. В. Кто бунтует против серба? // Спецназ России. — 2000. — № 10. [Под именем: Светлана Смирнова]
- Лурье С. В. Собака, которая залаяла // Спецназ России. — 2000. — № 11.
- Лурье С. В. Рок мирного процесса // Спецназ России. — 2000. — № 11. [Под именем: Светлана Смирнова]
- Лурье С. В. Турецкий марш, как двигатель прогресса // Спецназ России. — 2000. — № 12.
- Лурье С. В. Империя навсегда // Спецназ России. — 2000. — № 12 [Под именем: Светлана Смирнова]
- Лурье С. В. Образ России и русских в массовом сознании армян // Полит.ру.
- Лурье С. В. Валерьянка для Тифлиса // Русский обозреватель, 13.11.2007